# Schlotheimia linearifolia
Schlotheimia linearifolia är en bladmossart som beskrevs av Roelof J.van der Wijk och Margadant 1960. Schlotheimia linearifolia ingår i släktet Schlotheimia och familjen Orthotrichaceae. Inga underarter finns listade i Catalogue of Life.